# Comuna Sveta Marija, Međimurje
Sveta Marija este o comună în cantonul Međimurje, Croația, având o populație de 2.317 locuitori (2011).

## Demografie
Componența etnică a comunei Sveta Marija
     Croați (98,83%)
     Necunoscut (0%)
     Neclasificat (0,6%)
Componența confesională a comunei Sveta Marija
     Catolici (97,84%)
     Necunoscută (1,17%)
     Alte religii (0,99%)
Conform recensământului din 2011, comuna Sveta Marija avea 2.317 locuitori. Din punct de vedere etnic, majoritatea locuitorilor (98,83%) erau croați. Din punct de vedere confesional, majoritatea locuitorilor (97,84%) erau catolici. Pentru 1,17% din locuitori nu este cunoscută apartenența confesională.